# Théoneste Bagosora
Théoneste Bagosora (Giciye, 16 agosto 1941 – Bamako, 25 settembre 2021) è stato un militare ruandese di etnia hutu.
È principalmente conosciuto per il suo ruolo nel genocidio ruandese del 1994, del quale è stato uno dei personaggi chiave.
Il 18 dicembre 2008, il Tribunale penale internazionale per il Ruanda ha riconosciuto Bagosora e altri due alti ufficiali dell'esercito ruandese, il maggiore Aloys Ntabakuze e il colonnello Anatole Nsengiyumva, colpevoli dei reati di genocidio, crimini contro l'umanità e crimini di guerra e li ha condannati alla pena dell'ergastolo, ridotti a 35 anni in appello.

## Inizi
Théoneste Bagosora nasce a Giciye, in quello che oggi è diventato il distretto di Nyabihu, provincia occidentale del Ruanda.
Nel 1964 si diploma alla Scuola Ufficiali di Kigali con il grado di sottotenente. 
Nel 1982 si è laureato presso l'Institut des hautes études de défense nationale in Francia. Durante la sua carriera militare, ha servito come secondo in comando della Scuola militare superiore a Kigali e come comandante del campo militare di Kanombe.
Il 29 aprile 1970 fu promosso al grado di capitano. 
Viene promosso a colonnello nell'ottobre 1989. È stato nominato capo di stato maggiore presso il Ministero della Difesa nel giugno 1992. 
Nonostante si sia ufficialmente ritirato dall'esercito il 23 settembre 1993, ha mantenuto questo incarico fino alla fuga il paese nel luglio 1994.

## Ruolo nel genocidio
Bagosora faceva parte del clan akazu, ovvero il gruppo di potere della moglie del presidente, Agathe Habyarimana.
Bagosora era responsabile della creazione di unità paramilitari di "autodifesa", gli Interahamwe, che avrebbero operato in tutto il paese. 
Bagosora era anche responsabile della distribuzione di armi e machete in tutto il Ruanda. 
Tra gennaio 1993 e marzo 1994, il Ruanda oltra alle armi convenzionali, ha importato più di 500.000 machete dalla Cina.
Il 6 aprile 1994 l'aereo su cui volava il presidente Habyarimana venne abbattuto da due missili lanciati da terra. 
Questo fatto diede il via al genocidio, evento programmato da tempo da Bernard Munyagishari, ex insegnante e leader degli hutu.
Dopo l'assassinio, il colonnello Bagosora insieme al colonnello Rwagafilita ha raccolto sostenitori e ha convocato una riunione di un comitato di crisi. 
Si stima che in poco più di 100 giorni vennero uccisi tra le 500.000 e 1.000.000 di persone, in maggioranza tutsi o hutu moderati